# Derwentside
Derwentside var mellan 1974 och 2009 ett distrikt i grevskapet Durham, England. Distriktet har 85 074 invånare (2001). År 2009 blev distriktet en del av enhetskommunen Durham.

## Civil parishes
- Burnhope, Cornsay, Esh, Greencroft, Healeyfield, Hedleyhope, Lanchester, Muggleswick och Satley.[2]